# Deutsche Post (ГДР)
Немецкая почта (Deutsche Post) — бывшая немецкая почтовая организация. 
Штаб-квартира была расположена в Берлине. Почта просуществовала до 1990 года, когда она была объединена с Deutsche Bundespost.

## Структура
Являлась совокупностью всех главных (в 1953-1990 гг. - окружных) почтовых дирекций в составе Министерства почт и телекоммуникаций ГДР (Ministerium für Post- und Fernmeldewesen der DDR).

### До 1953 года
Делилась на главные почтовые дирекции:
- Главная почтовая дирекция Шверина (Земля Мекленбург)
- Главная почтовая дирекция Потсдама (Земля Бранденбург)
- Главная почтовая дирекция Галле (Земля Саксония-Анхальт)
- Главная почтовая дирекция Магдебург (Земля Саксония-Анхальт)
- Главная почтовая дирекция Хемница (Земля Саксония)
- Главная почтовая дирекция Дрездена (Земля Саксония)
- Главная почтовая дирекция Лейпцига (Земля Саксония)
- Главная почтовая дирекция Эрфурт (Земля Тюрингия)

### 1953 - 1990
Делилась на окружные почтовые дирекции.

### С 1990
- Главная почтовая дирекция Шверин (Земля Мекленбург)
- Главная почтовая дирекция Потсдам (Земля Бранденбург)
- Главная почтовая дирекция Галле (Земля Саксония-Анхальт)
- Главная почтовая дирекция Эрфурт (Земля Тюрингия)
- Главная почтовая дирекция Дрезден (Земля Саксония)

## Телекоммуникационные станции
- Телефонная станция Берлина (Fernsprechamt Berlin)
- Телекоммуникационная станция Потсдама (Fernmeldeamt Potsdam)
- Телекоммуникационная станция Франкфурта-на-Одере (Fernmeldeamt Frankfurt (Oder))
- Телекоммуникационная станция Котбуса (Fernmeldeamt Cottbus)
- Телекоммуникационная станция Ростока (Fernmeldeamt Rostock)
- Телекоммуникационная станция Шверина (Fernmeldeamt Schwerin)
- Телекоммуникационная станция Нойбранденбурга (Fernmeldeamt Neubrandenburg)
- Телекоммуникационная станция Магдебурга (Fernmeldeamt Magdeburg)
- Телекоммуникационная станция Галле (Fernmeldeamt Halle)
- Телекоммуникационная станция Лейпцига (Fernmeldeamt Leipzig)
- Телекоммуникационная станция Дрезден (Fernmeldeamt Dresden)
- Телекоммуникационная станция Карл-Маркс-Штадта (Fernmeldeamt Karl-Marx-Stadt)
- Телекоммуникационная станция Эрфурта (Fernmeldeamt Erfurt)
- Телекоммуникационная станция Геры (Fernmeldeamt Gera)
- Телекоммуникационная станция Зуля (Fernmeldeamt Suhl)

## Телевышки
Немецкой почте принадлежали ряд телевышек через которых вещали телеканалы и радиостанции ГДР:
- Берлинская Телевизионная башня (Berliner Fernsehturm), охватывала вещанием Берлин, Округ Потсдам и Округ Франкфурт
- Телекоммуникационная башня Калау (Fernmeldeturm Calau), охватывала вещанием Округ Котбус
- Телекоммуникационная башня Франкфурта (Fernmeldeturm Frankfurt), охватывала вещанием восточную часть Округа Франкфурт
- Телекоммуникационная башня Хельптерберг (Fernmeldeturm Helpterberg), охватывала вещанием Округ Нойбранденбург
- Передатчик Марлов (Sender Marlow), охватывал вещанием Округ Росток
- Шверинская телевизионная башня (Schweriner Fernsehturm), охватывала вещанием Округ Шверин
- Телевизионная башня Декведе (Fernsehturm Dequede), охватывала вещанием Округ Магдебург
- Передатчик Броккена (Sendeanlagen auf dem Brocken), охватывала вещанием Округ Галле
- Передатчик Инзельсберга (Sender Inselsberg), охватывал вещанием Округ Эрфурт
- Передатчик Зоннеберг (Sender Sonneberg), охватывал вещанием Округ Зуль и Округ Гера
- Передатчик Видерау (Sender Wiederau), охватывал вещанием Округ Лейпциг
- Передатчик Гейера (Sender Geyer), охватывал вещанием Округ Карл-Маркс-Штадт
- Телевизионная башня Дрездена (Fernsehturm Dresden), охватывал вещанием Округ Дрезден
- Передатчик Лёбау (Sender Löbau), охватывал вещанием восточную часть округа Дрезден[1][2]